# 스무스스텝
스무스스텝(Smoothstep)은 에르미트 보간법을 사용한 시그모이드형 보간 함수로, 클램핑과 유사하다. 왼쪽 경계보다 작으면 0을, 오른쪽 경계보다 크면 1을 반환하고, 에르미트 다항식(에르미트 보간법)을 사용해 보간한다.
{\displaystyle \operatorname {S} _{n}(x)}은 양끝의 0계부터 n계도함수까지 바깥쪽 함수의 0~n계 도함수와 연속적인 보간이 된다. 따라서 2n+1차 함수가 된다.